# Tangled
Tangled ist ein US-amerikanischer Thriller aus dem Jahr 2001. Regie führte Jay Lowi, das Drehbuch schrieb Jeffrey Lieber.

## Handlung
Am Straßenrand wird ein verletzter Mann gefunden. Die Polizei kommt bei den Ermittlungen auf den College-Studenten David Klein, der in einigen Rückblenden über die vorangegangenen Ereignisse erzählt.
Klein freundet sich mit Jenny Kelley an und hofft, dass daraus eine Liebesbeziehung wird. Mit der Zeit stellt er fest, dass seine Chancen gering sind. Sein Freund Alan Hammond lernt Kelley kennen und geht eine Beziehung mit ihr ein. Das macht Klein eifersüchtig.

## Kritiken
Christopher Null spottete auf filmcritic.com, Tangled sei „der erste lahme Direct-to-DVD-Film des Jahres 2003“. Er folge zahllosen durch Eiskalte Engel inspirierten Teenagerdramen, jedoch ohne die Cleverness dieses Films. Die Rückblenden seien im Stil eines Musikvideos gemacht. Der Film biete „lahme Darstellungen, sinnlose Geschichte, mäandernde Handlung und langweilige Dialoge“, weswegen am Ende sich das Publikum als wahres Opfer erweise.

## Hintergründe
Der Film wurde in Toronto gedreht. Er kam in Portugal im November 2001 und in Frankreich im Mai 2002 in die Kinos, jedoch in den meisten Ländern – darunter in den Vereinigten Staaten im Januar 2003 – wurde er direkt auf DVD bzw. Video veröffentlicht.